# Стрельникова, Нина Ивановна (металлург)
Нина Ивановна Стрельникова (3 февраля 1913, Авдеевка, Екатеринославская губерния — неизвестно) — главный металлург Днепропетровского завода металлургического оборудования Днепропетровской области. Депутат Верховного Совета СССР 4—5-го созывов.

## Биография
Родилась 3 февраля 1913 года в семье железнодорожного рабочего. После окончания средней школы училась в Днепропетровском институте народного образования. Потом перевелась в Днепропетровский металлургический институт.
В 1936 году окончила Днепропетровский металлургический институт, получила специальность инженера.
После окончания института работала бригадиром электропечей фасоносталелитейного цеха, начальником смены, начальником участка, инженером завода, заведующим литейной мастерской Днепропетровского завода металлургического оборудования.
Во время Великой Отечественной войны находилась в эвакуации в Средней Азии, работала на заводе. В 1944 году вернулась в Днепропетровск.
С 1944 года работала на Днепропетровском заводе металлургического оборудования старшим инженером заводоуправления.
С 1953 года — заместитель главного металлурга, главный металлург Днепропетровского завода металлургического оборудования Днепропетровской области.
Потом — на пенсии в городе Днепропетровск.

## Награды
- орден Ленина (7.03.1960);
- медали;
- заслуженный металлург Украинской ССР (3.09.1964).